# جغرافيا ليتوانيا
```
ليتوانيا
 بلد في منطقة 
البلطيق
 في 
أوروبا
. وتُعد أكثر دول 
البلطيق
 اكتظاظا بالسكان، ولديها 
262 كيلومتر (163
 
ميل)
 من السواحل.
[
1
]
 يقع 
ميناء
 
كلايبيدا
 الرئيسي 
بالمياه الدافئة
 في 
ليتوانيا
 عند مصب 
بحيرة قورش
، وهي 
بحيرة
 ضحلة تمتد جنوبا إلى 
كالينينغراد
 ويفصلها عن بحر البلطيق 
برزخ قورش
، حيث تم إنشاء منتزه كورشيتش نيريجا الوطني بسبب الكثبان الرملية الرائعة.
```

يستخدم نهر نيمان وبعض روافده للنقل البحري الداخلي (في عام 2000، نقلت 89 سفينة 900,000 طن من البضائع داخليا، أي أقل من 1٪ من إجمالي حركة البضائع).
تقع ليتوانيا بين خطوط العرض 56.27 و53.53 وخطوط الطول 20.56 و 26.50. ليتوانيا مسطحة جليديا، باستثناء التلال المورانية في المرتفعات الغربية والمرتفعات الشرقية التي لا يزيد ارتفاعها عن 300 متر. تتميز التضاريس بتواجد العديد من البحيرات والمستنقعات الصغيرة، وتغطي مساحة الغابات المختلطة أكثر من 33٪ من مساحة البلاد. يستمر موسم النمو 169 يوما في الشرق و 202 يوما في الغرب، وتتكون معظم الأراضي الزراعية من التربة الرملية أو التربة الطينية. الموارد الطبيعية الأساسية في ليتوانيا هي الحجر الجيري والطين والرمل والحصى، فيما الجرف الساحلي يوفر 1,600,000 متر مكعب (10 مليون.برميل) من رواسب النفط، والجنوب الشرقي يمكن أن يوفر عوائد عالية من خام الحديد والجرانيت.
وفقًا لبعض الجغرافيين، فإن مركز أوروبا الجغرافي يقع إلى الشمال مباشرة من عاصمة ليتوانيا، فيلنيوس .

## المناخ

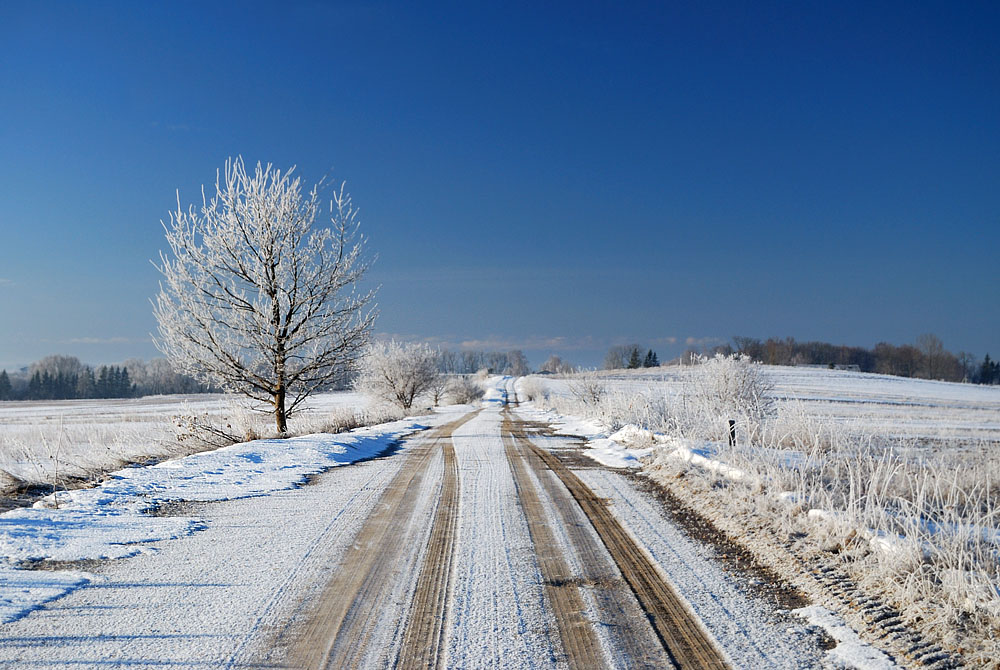
منظر للطبيعة في فصل الشتاء في ليتوانيا

تتمتع ليتوانيا بمناخ قاري رطب (Dfb في تصنيف مناخ كوبن). متوسط درجات الحرارة على الساحل −2.5 °م (27.5 °ف) في يناير و 16 °م (60.8 °ف) في يوليو. في فيلنيوس، يبلغ متوسط درجات الحرارة −6 °م (21.2 °ف) في يناير و 16 °م (60.8 °ف) في يوليو. ببساطة، معدل 20 °م (68 °ف) متكرر في أيام الصيف و 14 °م (57.2 °ف) في الليل. تصل درجات الحرارة في بعض الأحيان إلى 30 أو  35 °م (86 أو  95 °ف) في الصيف. فصل الشتاء يكون باردا للغاية عندما تتدفق موجات برد من جهة الشرق من سيبيريا، مثل سنوات 1941-1942 و1955-1956 و1984-1985، في حين أن فصول الشتاء التي يهيمن عليها تدفق الهواء البحري الغربي مثل 1924–1925 و1960-61 و1988-89 تكون درجات الحرارة خلالها معتدلة.

### درجات الحرارة
درجات الحرارة القصوى والدنيا في ليتوانيا حسب الشهر:
| البيانات المناخية لـLithuania | البيانات المناخية لـLithuania | البيانات المناخية لـLithuania | البيانات المناخية لـLithuania | البيانات المناخية لـLithuania | البيانات المناخية لـLithuania | البيانات المناخية لـLithuania | البيانات المناخية لـLithuania | البيانات المناخية لـLithuania | البيانات المناخية لـLithuania | البيانات المناخية لـLithuania | البيانات المناخية لـLithuania | البيانات المناخية لـLithuania | البيانات المناخية لـLithuania |
| الشهر                         | يناير                         | فبراير                        | مارس                          | أبريل                         | مايو                          | يونيو                         | يوليو                         | أغسطس                         | سبتمبر                        | أكتوبر                        | نوفمبر                        | ديسمبر                        | المعدل السنوي                 |
| ----------------------------- | ----------------------------- | ----------------------------- | ----------------------------- | ----------------------------- | ----------------------------- | ----------------------------- | ----------------------------- | ----------------------------- | ----------------------------- | ----------------------------- | ----------------------------- | ----------------------------- | ----------------------------- |
| الدرجة القصوى °م (°ف)         | 12.6 (54.7)                   | 16.5 (61.7)                   | 21.8 (71.2)                   | 28.9 (84.0)                   | 34.0 (93.2)                   | 35.7 (96.3)                   | 37.5 (99.5)                   | 36.0 (96.8)                   | 32.0 (89.6)                   | 26.0 (78.8)                   | 18.0 (64.4)                   | 15.6 (60.1)                   | 37.5 (99.5)                   |
| أدنى درجة حرارة °م (°ف)       | −40.5 (−40.9)                 | −42.9 (−45.2)                 | −37.7 (−35.9)                 | −23.0 (−9.4)                  | −6.8 (19.8)                   | −2.8 (27.0)                   | 0.9 (33.6)                    | −2.9 (26.8)                   | −6.3 (20.7)                   | −19.5 (−3.1)                  | −23.0 (−9.4)                  | −34.0 (−29.2)                 | −42.9 (−45.2)                 |
| [بحاجة لمصدر]                 |                               |                               |                               |                               |                               |                               |                               |                               |                               |                               |                               |                               |                               |

## الموارد الطبيعية
تمتلك ليتوانيا مخزونا وفيرا من الحجر الجيري والطين والمرو والرمل الجبسي والدولوميت، وهي مُناسبة لصنع الأسمنت والزجاج والسيراميك عالي الجودة. هناك أيضا إمدادات وفيرة من المياه المعدنية، ومصادر الطاقة والمواد الصناعية كلها متوفرة. تم اكتشاف النفط في ليتوانيا في الخمسينيات من القرن الماضي، ولكن هناك عدد قليل فقط من الآبار قيد الخدمة، وكلها موجودة في الجزء الغربي من البلاد. تشير التقديرات إلى أن رصيف بحر البلطيق والمنطقة الغربية من ليتوانيا يحتويان على كميات تجارية من النفط، ولكن إذا تم استغلال هذا النفط فلن يلبي سوى حوالي 20 في المائة من احتياجات ليتوانيا السنوية من المنتجات البترولية خلال العشرين سنة القادمة. تمتلك ليتوانيا كمية كبيرة من الطاقة الحرارية على طول ساحل بحر البلطيق والتي يمكن استخدامها لتدفئة مئات الآلاف من المنازل، كما هو الحال في أيسلندا. بالإضافة إلى ذلك، تم العثور على رواسب خام الحديد في المنطقة الجنوبية من ليتوانيا. لكن الاستغلال التجاري لهذه الرواسب ربما يتطلب مناجما، وهو أمر غير سليم بيئيا. علاوة على ذلك، يعتمد استغلال هذه الموارد على قدرة ليتوانيا على جذب رؤوس الأموال والتكنولوجيا من الخارج.
الموارد الطبيعية: الخث، الأراضي الصالحة للزراعة، العنبر.
استخدام الأراضي:
- الأراضي الصالحة للزراعة : 33.48٪
- محاصيل دائمة : 0.47٪
- أخرى : 66.05٪ (2011)

الأراضي المروية : 13.4   كم² (2011)
إجمالي موارد المياه المتجددة : 24.9   كم 3 (2011)

## المنطقة والحدود
المساحة :
- المجموع: 65,300   كيلومتر مربع.
- الأرض: 62,680   كيلومتر مربع.
- المياه: 2,620   كيلومتر مربع.

المقارنة من حيث المساحة
- أستراليا : أصغر قليلاً (5.5٪) من تسمانيا.
- كندا : حوالي 9٪ أصغر من نيو برونزويك.
- المملكة المتحدة : أصغر بحوالي 17٪ من اسكتلندا.
- الولايات المتحدة : أكبر قليلا (4٪) من ولاية فرجينيا الغربية.

الحدود البرية :
- المجموع : 1,574 كم.
- الدول الحدودية : بيلاروسيا 680  كم، لاتفيا 576  كم، بولندا 91  كم، روسيا (كالينينغراد) 227  كم.

الخط الساحلي : 262 كيلومتر (163 ميل).
المطالبات البحرية :
- المياه الإقليمية : 12 ميل بحري (22.2 كـم؛ 13.8 ميل)
- المنطقة الاقتصادية الخالصة : 7,031 كيلومتر مربع (2,715 ميل2) مع 12 ميل بحري (22.2 كـم؛ 13.8 ميل)

أعلى نقطة وأدنى نقطة :
- أدنى نقطة: بحر البلطيق 0 م
- أعلى نقطة: مرتفعات أوكشتوخاس 294 متر (965 قدم)

## روابط خارجية
- حديقة كورسيو نيريجا الوطنية